# Damla Aslanalp
Damla Aslanalp (* 14. Juni 1990 in Gelsenkirchen) ist eine türkische Schauspielerin.

## Biografie
Damla Aslanalp wurde am 14. Juni 1990 in Gelsenkirchen geboren. Sie nahm 2013 an Miss Turkuaz teil und wurde Dritte. Ihr Debüt gab sie 2014 in der Fernsehserie Kadim Dostum. Von 2014 bis 2015 trat sie in Filinta auf. Anschließend wurde Aslanalp für die Serie Hayat Sevince Güzel gecastet. Außerdem spielte sie 2017 in der Serie Kırlangıç Fırtınası die Hauptrolle. Ihre nächste Hauptrolle bekam Aslanalp 2019 in dem Film Enes Batur Gerçek Kahraman.

## Filmografie
Filme
- 2019: Enes Batur Gerçek Kahraman
- 2024: Dünya Mali: Eksi Bir
- 2025: Baldız

Serien
- 2014: Kadim Dostum
- 2014–2015: Filinta
- 2016: Hayat Sevince Güzel
- 2017: Kırlangıç Fırtınası